# Земное эхо солнечных бурь
«Земное эхо солнечных бурь» — монография Александра Леонидовича Чижевского, советского биофизика, основоположника гелиобиологии.

## История написания книги
В 1913 году семья А. Л. Чижевского переехала в Калугу, где он познакомился c К. Э. Циолковским. Идеи Циолковского оказали большое влияние на молодого Чижевского. Чижевский начинает изучение солнечно-земных связей, первые результаты его научной деятельности нашли отражение в докладе для калужского общества по изучению природы «Периодическое влияние Солнца на биосферу Земли» в 1915 году.
В 1918 году Чижевский защищает в МГУ докторскую диссертацию на тему «О периодичности всемирно-исторического процесса». В своей дальнейшей научной деятельности Чижевский продолжает исследование влияния циклов солнечной активности на Землю, результатом чего были две книги «Физические факторы исторического процесса» (1924 год) и «Эпидемические катастрофы и периодическая деятельность Солнца» (1930 год), а также доклады и статьи, том числе за рубежом — в США, Германии, Франции.
Научная деятельность Чижевского принесла ему мировое признание. В 1938 году в Париже выходит его монография «Les Epidemies et les perturbations electro-magnetiques du milieu exterieur» написанная Чижевским на французском языке по официальному заказу парижского издательства «Гиппократ».
На русском языке эта книга была опубликована после смерти ученого в 1973 году под названием «Земное эхо солнечных бурь» (второе издание — 1976 год). Текст русского издания был подготовлен к печати самим А. Л. Чижевским незадолго до смерти (1964). Девять лет подвижнических усилий потребовалось Нине Вадимовне Чижевской, вдове и соратнице ученого, для того, чтобы публикация состоялась.

## Научные идеи книги
В своей книге Чижевский проанализировал большой исторический материал и обнаружил корреляцию максимумов
солнечной активности и массовых катаклизмов на Земле. Отсюда сделан вывод о влиянии 11-летнего цикла солнечной активности (периодического увеличения и уменьшения количества пятен на Солнце) на климатические и социальные процессы на Земле.
Чижевский установил, что в период повышенной солнечной активности (большого количества пятен на Солнце) на Земле происходят войны, революции, стихийные бедствия, катастрофы, эпидемии, увеличивается интенсивность роста бактерий («эффект Чижевского — Вельховера», 1935).
«Астронома, читающего эпидемиологию холеры, — пишет Чижевский, — невольно изумляет тот факт, что хорошо знакомые ему годы солнечных бурь и ураганов вызывают столь великие бедственные явления и, наоборот, годы солнечного успокоения и мира совпадают с годами освобождения человека от безграничного ужаса перед этим неодолимым невидимым врагом».

## Цитата из книги
Бесконечно велико количество и бесконечно разнообразно качество физико-химических факторов окружающей нас со всех сторон среды — природы. Мощные взаимодействующие силы исходят из космического пространства. Солнце, Луна, планеты и бесконечное число небесных тел связаны с Землею невидимыми узами. Движение Земли управляется силами тяготения, которые вызывают в воздушной, жидкой и твёрдой оболочках нашей планеты ряд деформаций, заставляют их пульсировать, производят приливы. Положение планет в солнечной системе влияет на распределение и напряжённость электрических и магнитных сил Земли.

Но наибольшее влияние на физическую и органическую жизнь Земли оказывают радиации, направляющиеся к Земле со всех сторон Вселенной. Они связывают наружные части Земли непосредственно с космической средой, роднят её с нею, постоянно взаимодействуют с нею, а потому и наружный лик Земли, и жизнь, наполняющая его, являются результатом творческого воздействия космических сил. А потому и строение земной оболочки, её физико-химия и биосфера являются проявлением строения и механики Вселенной, а не случайной игрой местных сил. Наука бесконечно широко раздвигает границы нашего непосредственного восприятия природы и нашего мироощущения. Не Земля, а космические просторы становятся нашей родиной, и мы начинаем ощущать во всем её подлинном величии значительность для всего земного бытия и перемещения отдаленных небесных тел, и движения их посланников — радиации...

## Издания
- Чижевский А. Л. Земное эхо солнечных бурь. — М.: Мысль, 1973. — 352 с. — 15 000 экз. (в пер.)
- Чижевский А. Л. Земное эхо солнечных бурь / Предисл. О. Г. Газенко; Ред. коллегия: П. А. Коржуев (отв. ред.) и др. — Изд. 2-е. — М.: Мысль, 1976. — 368 с. — 60 000 экз. (в пер.)

## Стихотворение «Галилей»
В 1921 году А. Л. Чижевским было написано стихотворение «Галилей»:
И вновь и вновь взошли на Солнце пятна,

И омрачились трезвые умы,

И пал престол, и были неотвратны

Голодный мор и ужасы чумы.

И вал морской вскипал от колебаний,

И норд сверкал и двигались смерчи,

И родились на ниве состязаний

Фанатики, герои, палачи.

И жизни лик подернулся гримасой;

Метался компас - буйствовал народ,

А над землей и над людскою массой

Свершало Солнце свой законный ход.

О ты, узревший солнечные пятна 

С великолепной дерзостью своей,

Не ведал ты, как будут мне понятны

И близки твои скорби, Галилей!